# Beatrice Dominguez
Beatrice Dominguez (San Bernardino, 6 settembre 1896 – Los Angeles, 27 febbraio 1921) è stata una ballerina e attrice statunitense.
Morta a soli 23 anni a causa di complicazioni in seguito a un'operazione di appendicite, viene ricordata per essere stata la partner di Rodolfo Valentino nella celebre scena di tango de I 4 cavalieri dell'Apocalisse.

## Biografia
Nata in California, a San Bernardino nel 1896, lavorò nel vaudeville come danzatrice esotica usando il nome di La Bella Sevilla. Fece il suo debutto sullo schermo alla Vitagraph, dove fu diretta da Burton L. King in The Masked Dancer. Bruna, di bella presenza, prese parte ad alcuni western a fianco di Art Acord. Nella sua carriera, che finì per la sua morte improvvisa all'inizio del 1921, girò poco più di una decina di pellicole.

## Galleria d'immagini

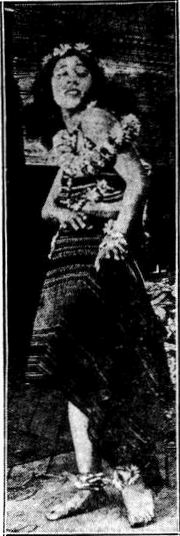
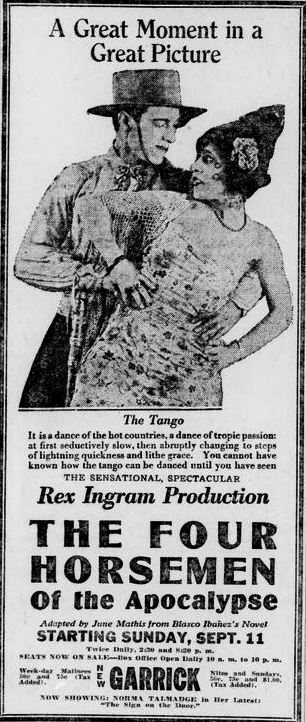

## Filmografia
- The Masked Dancer, regia di Burton L. King (1914)
- The Sea Gull, regia di Rollin S. Sturgeon (1914)
- The Light of Victory , regia di William Wolbert (1919)
- The Sundown Trail, regia di Rollin S. Sturgeon (1919)
- The Wild Westerner, regia di George Holt (1919)
- Hair Trigger Stuff, regia di B. Reeves Eason (1920)
- The Moon Riders, regia di B. Reeves Eason (1920)
- I pirati del Pacifico (Under Crimson Skies), regia di Rex Ingram (1921)
- The Fire Cat, regia di Norman Dawn (1921)
- I 4 cavalieri dell'Apocalisse (The Four Horsemen of the Apocalypse), regia di Rex Ingram (1921)
- The White Horseman, regia di Ford Beebe, J.P. McGowan e Albert Russell (1921)